# 麻江乡 (尼木县)
麻江乡（藏語：མར་རྐྱང་），是中华人民共和国西藏自治区拉萨市尼木县下辖的一个乡镇级行政单位。

## 行政区划
麻江乡下辖以下地区：
朗堆村、达琼村和强聂村。